# Henk Schiffmacher

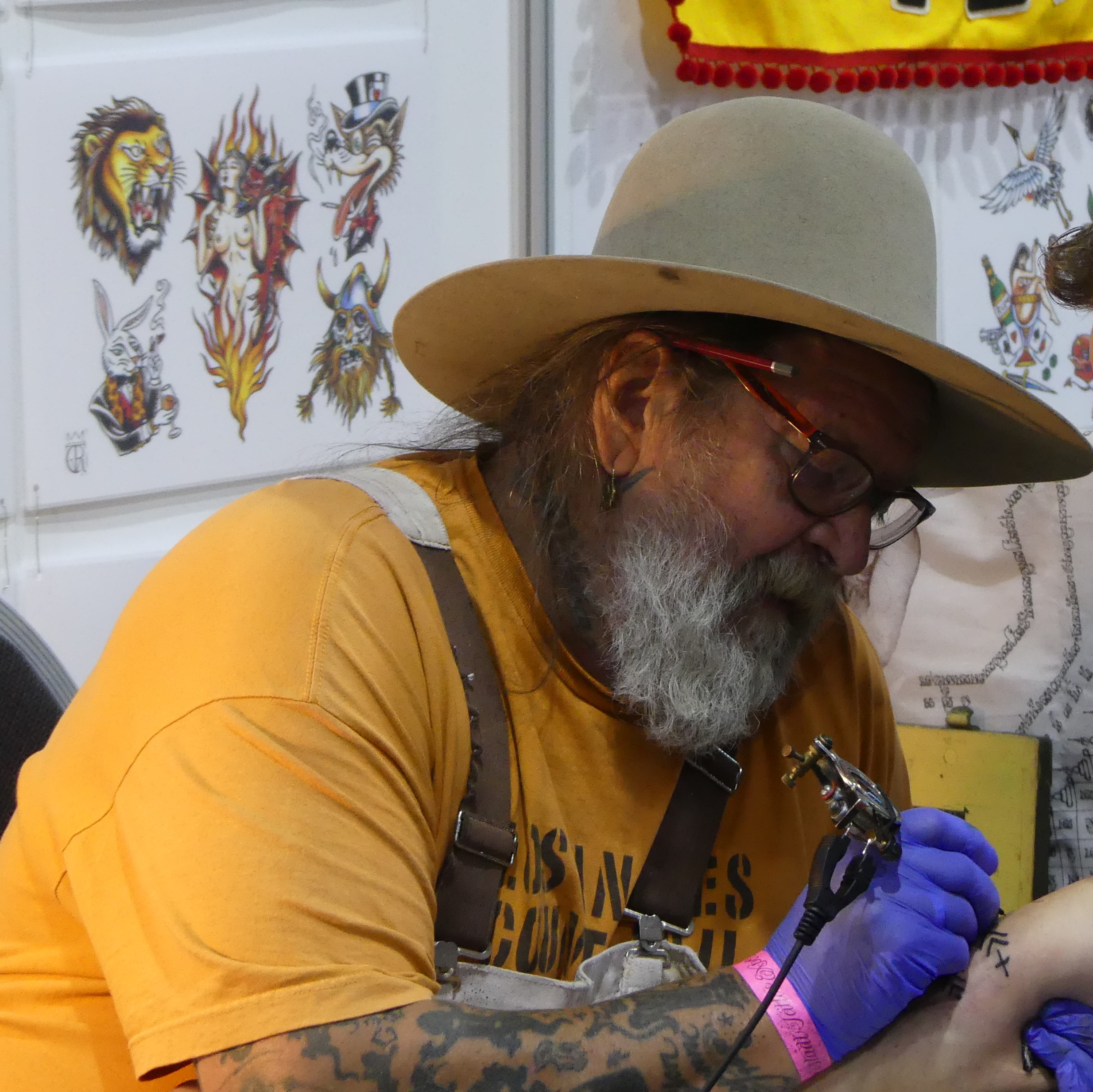
Henk Schiffmacher (2018)

Hendrikus John Everhardus Schiffmacher, auch Hanky Panky (* 22. März 1952 in Harderwijk), ist ein niederländischer Tätowierer, Designer und Autor.

## Leben
Schiffmacher ist das älteste von acht Kindern und stammt aus einer katholischen Metzger-Familie, die „seit 1814 in Amsterdam residierte“. Im frühen Alter hatte er bereits eine Leidenschaft für das Zeichnen und das Sammeln und wollte Maler werden. Zunächst besuchte er die Werbeschule bei Rex Frederiks in Amsterdam. Mitte der 1970er Jahre arbeitete Schiffmacher in der Werbeabteilung bei De Bijenkorf, einem Schaufenstergestalter. Er besucht oft Peter De Haan (Tattoo-Peter) in der St. Olof Lane, wo seine Faszination für das Tätowieren entstand.
Schiffmacher hat während einiger internationaler Reisen verschiedene Objekte gesammelt, die mit der Geschichte der Tätowierung zu tun haben. Er tätowierte u. a. die Mitglieder der Red Hot Chili Peppers, die Mitglieder von Pearl Jam, Kurt Cobain, Lemmy Kilmister, Barry Hay, Willy DeVille, Robbie Williams, Adam Levine, Ben Saunders, Lady Gaga, Ramones und die Stray Cats.
Schiffmacher ist auch als Schriftsteller und Maler bekannt sowie als Designer von Fliesen und Vasen. Im Jahr 2000 war er Teilnehmer der Fernsehsendung Big Brother VIPS und im Jahr 2007 war er an einer Reality-Show im Amsterdamer City Channel beteiligt. Er hatte auch eine kleine Rolle in dem Film Flodder 1986. Er trägt den niederländischen Verdienstorden Orden von Oranien-Nassau  in der Ausprägung Offizier.
Seit Juni 2010 sind er und seine Frau Louise, Botschafter der Foundation B!NK, eine Stiftung für benachteiligte Kindern in der nicht-westlichen Welt. Schiffmacher hat eine Schmucklinie namens „LOOT“ aufgelegt.
Im Dezember 2019 starteten Henk und Louise ihre neue Modelinie. Die Kleidungsstücke sind von der Geschichte des Tätowierens inspiriert und enthalten selbst gefertigte Designs.

## Publikationen (Auswahl)
- The Great Borneo Expedition (1996)
- Frisch aus der Presse (2004)
- Lexikon von Tätowierungen (2008)
- Mit Almar Seinen (Hrsg.): Encyclopedia for the Art and History of Tattooing. Carrera 2010, ISBN 90-488-0318-7.
- Die Mingins Photo Collection (2011, Veröffentlichung Amsterdam Tattoo Museum)
- Lexikon der Tattoos von A bis Z (2012, broschiert Nachdruck)
- Mutter (2012, Veröffentlichung Amsterdam Tattoo Museum)
- Signed! (2014)
- 1000 Tattoos. TASCHEN 2014, ISBN 3-8365-4992-1.[9]
- Mit Noel Daniel (Hrsg.): TATTOO. 1730s–1970s. Henk Schiffmacher’s Private Collection. Taschen 2020, ISBN 3-8365-6935-3.

## Amsterdam Tattoo Museum
Am 5. November 2011 eröffnete Schiffmacher das Amsterdam Tattoo Museum, das größte Museum der Tattoo-Welt. Die Basis ist die vermutlich einzigartige Sammlung, die Schiffmacher in mehr als dreißig Jahren zusammengetragen hat. Die Kollektion besteht aus hunderten von Tattoo-Maschinen und Handwerkzeuge, Fotografien, Gemälden, Zeichnungen, Skulpturen und sogar Stücke von tätowierter menschlicher Haut. Das Museum wurde im November 2012 geschlossen, nachdem die Vermieterin Insolvenz angemeldet hatte. Es wird zurzeit nach neuen Räumlichkeiten für die Sammlung gesucht.